# Jekatyerinovkai járás

A Jekatyerinovkai járás a Szaratovi területen

A Jekatyerinovkai járás (oroszul: Екатериновский муниципальный район) Oroszország egyik járása a Szaratovi területen. Székhelye Jekatyerinovka.

## Népesség
- 1989-ben 23 649 lakosa volt.
- 2002-ben 21 576 lakosa volt.
- 2010-ben 19 798 lakosa volt, melyből 17 672 orosz, 402 csecsen, 351 örmény, 164 cigány, 162 ukrán, 142 kazah, 128 tatár, 120 azeri, 99 moldáv, 78 lezg, 68 mordvin, 64 csuvas stb.